# Carmen Siewert

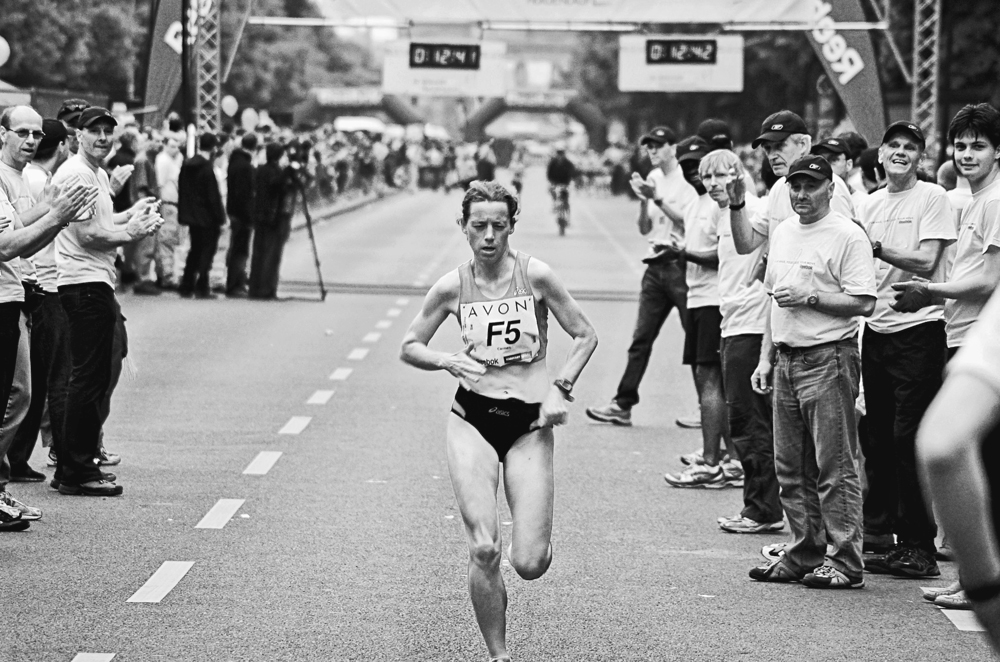
Carmen Siewert beim AVON Frauenlauf in Berlin (2008)

Carmen Siewert (* 10. Januar 1972) ist eine deutsche Langstreckenläuferin.
2003 wurde sie Dritte beim Berliner Halbmarathon in 1:13:55 h. 2005 wurde sie beim Regensburg-Marathon Gesamtzweite und Deutsche Vizemeisterin im Marathon in ihrer Bestzeit von 2:40:28 h und gewann den Essener Marathon Rund um den Baldeneysee in 2:41:51 h. 2006 wurde sie als Siegerin beim München-Marathon Deutsche Marathonmeisterin.
Seit 2006 hat sie sich dem Berglauf zugewandt. In dieser Disziplin holte sie sich 2007 den nationalen Titel und hatte bislang zwei Einsätze in der Nationalmannschaft: bei den Weltmeisterschaften 2006 (Platz 37) und bei den Europameisterschaften 2007 (Platz 35). Außerdem wurde sie bislang insgesamt fünfmal Norddeutsche Meisterin (dreimal im 5000-Meter-Lauf, einmal im Crosslauf und einmal im Halbmarathon).
Die 1,64 m große und 52 kg schwere Athletin startete bis Juni 2011 für den Greifswalder SV 04. Seitdem startet sie für die SG Greifswald. Nach einer Gärtnerlehre studierte sie an der Hochschule für Technik und Wirtschaft Dresden im Ingenieursstudiengang Vermessungswesen.

## Bestzeiten
- 1500 m: 4:32,96 min, 9. Juni 2002, Rostock
- 3000 m: 9:38,32 min, 21. Juni 2003, Berlin
- 5000 m: 16:30,08 min, 8. Juni 2002, Rostock
- 10.000 m: 34:43,39 min, 11. Mai 2002, Dessau
- 10-km-Straßenlauf: 33:59 min, 2. März 2003, Wittenburg
- Stundenlauf: 16.450 m, 13. November 2002, Greifswald
- Halbmarathon: 1:13:55 h, 6. April 2003, Berlin
- Marathon: 2:40:28 h, 8. Mai 2005, Regensburg

Die Leistung im Stundenlauf ist Landesrekord von Mecklenburg-Vorpommern.